# Oberfeistritz (Gemeinde Anger)
Oberfeistritz ist eine Ortschaft und eine Katastralgemeinde der Gemeinde Anger im Bezirk Weiz in der Steiermark. Die Ortschaft hat 760 Einwohner (Stand 1. Jänner 2024). Bis Ende 1951 war Oberfeistritz eine eigenständige Gemeinde.

## Geografie
Das Dorf befindet sich südöstlich von Anger. Weitere Ortsteile sind der Weiler Külml, das östlich davon gelegene Schloss Külml und das auf einer Kuppe östlich oberhalb des Schlosses gelegene Kirchlein Sankt Ulrich (Listeneintrag). Bis Ende 2014 war Oberfeistritz eine Ortschaft der Gemeinde Feistritz bei Anger.

## Geschichte
Mit 1. Jänner 1952 wurde Oberfeistritz nach Viertlfeistritz eingemeindet und in der Folge Viertlfeistritz am 1. März 1952 in Feistritz bei Anger umbenannt.

## Siedlungsentwicklung
Zum Jahreswechsel 1979/1980 befanden sich in der Katastralgemeinde Oberfeistritz insgesamt 103 Bauflächen mit 40.097 m² und 174 Gärten auf 338.751 m², 1989/1990 gab es 195 Bauflächen. 1999/2000 war die Zahl der Bauflächen auf 479 angewachsen und 2009/2010 bestanden 222 Gebäude auf 510 Bauflächen.

## Bodennutzung
Die Katastralgemeinde ist landwirtschaftlich geprägt. 149 Hektar wurden zum Jahreswechsel 1979/1980 landwirtschaftlich genutzt und 147 Hektar waren forstwirtschaftlich geführte Waldflächen. 1999/2000 wurde auf 90 Hektar Landwirtschaft betrieben und 141 Hektar waren als forstwirtschaftlich genutzte Flächen ausgewiesen. Ende 2018 waren 44 Hektar als landwirtschaftliche Flächen genutzt und Forstwirtschaft wurde auf 139 Hektar betrieben. Die durchschnittliche Bodenklimazahl von Oberfeistritz beträgt 38,3 (Stand 2010).

## Söhne und Töchter
- Josef Hollersbacher (1879–1951), Landwirt, Politiker und Abgeordneter zum Nationalrat
- Hugo Dornhofer (1896–1977), Politiker (Zentrum, CDU)
- Fritz Hakl (1932–2012), Kammerschauspieler und Ensemblemitglied des Wiener Burgtheaters
- Mitglieder der Band Neodisco stammen aus Oberfeistritz